# Elise Barney
Elise Barney, född 1810, död 1883, var en australiensisk postmästare. Hon var postmästare för Norra Australien 1855-1864. 
Hon var gift med John Edward Barney, som grundade postverkat i norra Australien, Queensland, 1850. Vid makens död 1855 övertyg hon ämbetet, och utvecklade postverksamheten över hela området från elva till femton postkontor. Hon fick en överordnad, Thomas Lodge Murray-Prior, år 1862.  